# トレンチャー (食器)

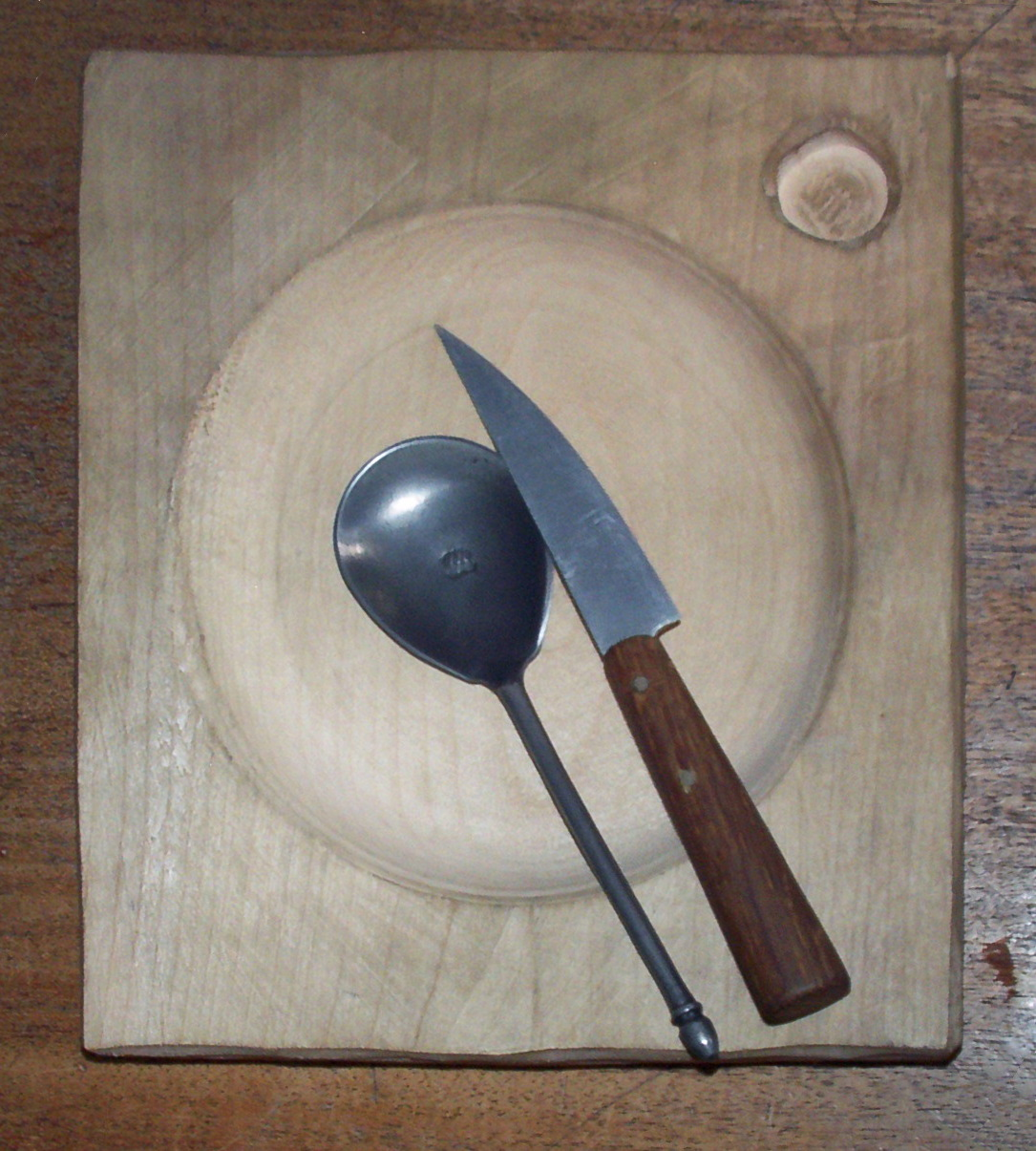
木製のトレンチャー

トレンチャー（英語: trencher）は、中世ヨーロッパにおいて料理で一般的に用いられた一種の食器である。名前は古フランス語の「tranchier」（切削する）に由来している。
トレンチャーは元々、固くなったパンの欠片であり、肉切りナイフによって四角形に切断、あるいは、丸いパンを水平に薄くスライスしたものを、食べる前の食物をその上に置く、つまり皿として使われていた。食事が済むと、トレンチャーはソースをかけて食べることができた。しかしそうしたトレンチャーは貧しい者へ施しとして与えられることが多かった。
トレンチャーは後に金属や木の小皿へと発展した。
英単語「trencherman」は、しばしば度を越した飲食に没頭する人を指す。もう1つの使用例は、古くからそして普通に使われるが、他の人の食事の席に入っていく人、本質的には他の人の食べ物をくすねる人のことをいう。

## 関連事項
- ブレッドボウル - 現代版のトレンチャー。パンを器にしてスープ等を注ぐ。
- 棺材板 - 台湾料理。揚げた食パンをくり抜きクリームシチュー等を詰める。
- 懐中汁粉 - 汁粉が中に入った最中皮の容器を、そのまま汁粉の具材として食べる。